# Хрусти (Ласький повіт)
Хрусти (пол. Chrusty) — село в Польщі, у гміні Відава Ласького повіту Лодзинського воєводства.
Населення — 146 осіб (2011).
У 1975—1998 роках село належало до Серадзького воєводства.

## Демографія
Демографічна структура станом на 31 березня 2011 року:
|          | Загалом | Допрацездатний вік | Працездатний вік | Постпрацездатний вік |
| -------- | ------- | ------------------ | ---------------- | -------------------- |
| Чоловіки | 74      | 9                  | 46               | 19                   |
| Жінки    | 72      | 8                  | 33               | 31                   |
| Разом    | 146     | 17                 | 79               | 50                   |